# 中間高原鰍
中間高原鰍（學名：Triplophysa intermedia）為輻鰭魚綱鯉形目條鰍科高原鰍屬的其中一種。分布於亞洲中國內蒙古自治區呼倫湖流域，棲息在溪流、湖泊底層水域，生活習性不明。

## 扩展阅读
維基物種上的相關：中間高原鰍